# Station Mielec
Station Mielec is een spoorwegstation in de Poolse plaats Mielec.